# コミュニティバス802

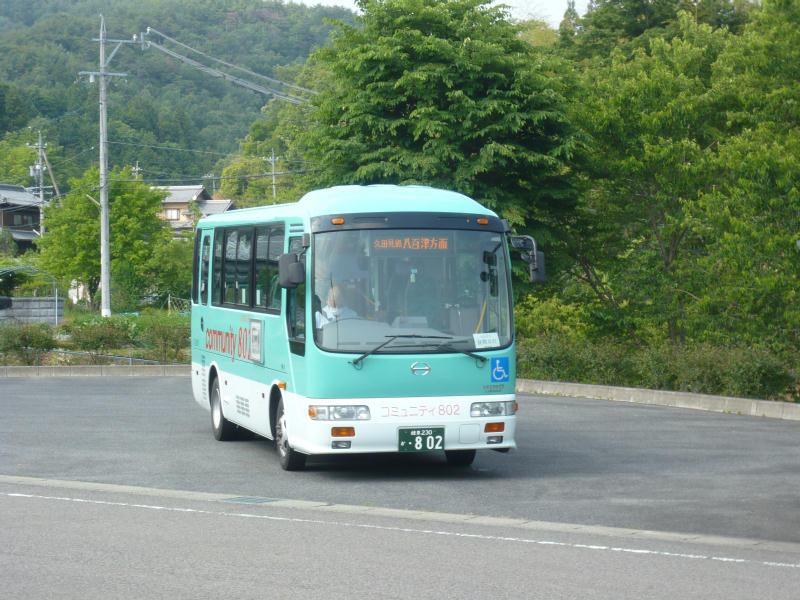
802バスの車両（日野・リエッセ）
人道の丘公園にて撮影。

コミュニティバス802（コミュニティバスやおつ）は、かつて岐阜県加茂郡八百津町が運行していたコミュニティバスである。東濃鉄道（東鉄バス）に運行を委託していた。

## 概要
1998年（平成10年）4月1日運行開始。2014年（平成26年）10月より川辺町への乗り入れ開始。バス停留所は設置されているが、ほとんどの区間でフリー乗車が可能であった（国道41号など一部の区間は不可）。
利用者数の減少により、2020年（令和2年）9月末日をもって廃止され、翌10月1日より、東部地区（久田見、福地、上吉田、八百津東部、八百津北部、潮南）はデマンド型交通の八百津町東部デマンド交通「東部やおまる」、西部地区（八百津、錦織、木野、川辺町）は定時定路線の八百津町西部コミュニティバス「西部やおまる」に再編された。また同日より、無料の「観光シャトルタクシー」を運行開始。土休日のみの運行で、八百津町ファミリーセンター、杉原千畝記念館、八百津発電所、八百津町本町を巡回する。
「コミュニティバス802」は東濃鉄道久田見車庫（くたみしゃこ）が担当していたが、同車庫が担当していた「コミュニティバス802」と一般路線2路線（福地杣沢上飯田線、北山久田見線）の廃止に伴い、同日をもって久田見車庫も廃止された。

## 運行内容
- 運賃 - 200円均一
- 運行日 - 平日のみ（土休日は運休）

## 路線

### 廃止時の路線
- 福地・杣沢・上飯田線
  - 下落合 - 福地学校前 - 白髭神社前 - 久田見 - めい想の森 - 人道の丘北 - 八百津大橋 - 八百津町ファミリーセンター - 野上 - 中川辺駅 - ピアゴ川辺店

- 潮南・上飯田線
  - 篠原 - 潮見小学校前 - めい想の森 - 人道の丘北 - 八百津大橋 - 八百津町ファミリーセンター - 野上 - 中川辺駅 - ピアゴ川辺店
    - 篠原バス停で恵那市自主運行バス飯地線と接続しているが、ダイヤの関係上で乗り換えはできなかった。

- 北山・久田見線
  - 白髭神社前 - 久田見 - 北山 - 五宝滝入口 - 八百津本町 - 八百津ファミリーセンター

### 過去の路線
いずれも八百津ファミリーセンターを起点としていた。
- 杣沢線
- 北山線
- 久田見線
- 潮南線

## 車両
専用車両として日野・リエッセ（ステップリフトバス）2台を使用していた。中扉にリフトを装備し車椅子のまま乗車可能で、このリフトは東鉄タクシーへの移籍後も活用されている。
専用カラーはミントグリーンと白のツートンカラーで、オレンジ色の文字で車体に大きく「コミュニティバス802」と書かれたシンプルなデザインであった。ノンステップバスの日野・ポンチョが導入された後もこのカラーリングは受け継がれた。
また、コミュニティバス専用車両のナンバープレートは希望ナンバーで「802」を取得していた。
コミュニティバス802の廃止後に、専用車両として使われていたリエッセ2台は東鉄タクシーへ移籍し、多治見市のコミュニティバス「ききょうバス」で同社が受託する「オリベ観光ルート」（岐阜200か2089）および、2019年（令和元年）6月に運行開始した土岐市のコミュニティバス「駄知どんぶりバス」（岐阜200か2090）で使用されているが、その際に「コミュニティバス802」の文字を消して社名を書き換えたのみで「コミュニティバス802」のカラーリングのまま使われている（ただし移籍によりナンバープレートは変更された）。それぞれカラーリングは変えずに、大きなステッカーを車体に貼付している。